# Rhopalodon
Rhopalodon es un género de terápsidos dinocéfalos que vivieron en el Pérmico medio (Wordiense o Tatariano inferior) de lo que ahora es Rusia. Rhopalodon es notable por encontrarse entre los primeros reptiles mencionados en Nature. T.H. Huxley escribió entre otros en el número original del magazín en noviembre de 1869. El asignó la edad de este animal contemporáneo de Deuterosaurus como procedente del Triásico, pero actualmente se sabe que ambos vivieron durante el Pérmico Medio.
De acuerdo a Tverdokhlebov et al. (2005), Rhopalodon fue un dinocéfalo herbívoro de mediano tamaño que existió durante el Tatariense Urzhumiano.